# Don Henley
Donald Hugh "Don" Henley (n. 22 iulie 1947, Gilmer, Texas) este un cântăreț, compozitor, textier și baterist, cel mai cunoscut ca membru fondator al formației Eagles
Înainte de a lansa cariera sa solo de succes, Henley a fost bateristul și vocalistul principal al formației Eagles între anii 1971-1980, când trupa s-a destrămat. Henley a cântat ca vocalist în hit-urile formației Eagles, ca de exemplu: 
- "Witchy Woman",
- "Desperado",
- "Best of My Love",
- "One of These Nights",
- "Hotel California",
- "Life in the Fast Lane" și
- "The Long Run".

El a format unul dintre cele mai de succes parteneriate de compozitor cu Glenn Frey.
După ce Eagles s-a destrămat în 1980, Henley a urmat o carieră solo și a lansat albumul său de debut în 1982. El a lansat șase albume și un DVD după un concert live. Printre succesele lui ca solist se numără: 
- "Dirty Laundry",
- "The Boys of Summer",
- "All She Wants to Do Is Dance",
- "The Heart of the Matter",
- "The Last Worthless Evening",
- "Sunset Grill",
- "Not Enough Love in the World",
- "New York Minute" și
- "The End of the Innocence".